# World Tourbulence
Il World Tourbulence è stata una tournée mondiale del gruppo progressive metal, Dream Theater per supportare l'album Six Degrees of Inner Turbulence uscito nel 2002.
Il tour ha avuto inizio a New York il 19 gennaio 2002 e si è concluso a Istanbul l'8 novembre 2002.

## Tipica scaletta
La seguente scaletta è stata presa dal concerto a New York del 19 gennaio 2002:
- Finally Free outro (intro tape)
- The Glass Prison
- Under a Glass Moon
- Assolo di chitarra
- Scarred
- 2112: Grand Finale (Rush)
- Cover My Eyes
- Strange Deja Vu
- Through My Words
- Fatal Tragedy
- Lifting Shadows Off a Dream (con la intro estesa)
- Blind Faith
- Keyboard solo
- Lines in the Sand
- Misunderstood
- Lie
- The Spirit Carries On
- Pull Me Under
- --- encore ---
- Home
- Hollow Years
- Take the Time

## Formazione
- James LaBrie – voce
- John Petrucci – chitarra, cori
- Jordan Rudess – tastiere, continuum
- John Myung – basso
- Mike Portnoy – batteria

## Date e tappe
| Data                                                              | Citta                              | Paese                              | Luogo                              | Note  |
| Data non appartenente ad una tappa                                | Data non appartenente ad una tappa | Data non appartenente ad una tappa | Data non appartenente ad una tappa |       |
| ----------------------------------------------------------------- | ---------------------------------- | ---------------------------------- | ---------------------------------- | ----- |
| 19 gennaio 2002                                                   | New York City                      | Stati Uniti d'America              | B.B. King's                        | [ 2 ] |
| 1 Tappa Europea Supportata da: Pain of Salvation                  |                                    |                                    |                                    | [ 2 ] |
| 25 gennaio 2002                                                   | Manchester                         | Inghilterra                        | Apollo                             | [ 2 ] |
| 26 gennaio 2002                                                   | Londra                             | Inghilterra                        | Hammersmith Apollo                 | [ 2 ] |
| 28 gennaio 2002                                                   | Copenaghen                         | Danimarca                          | KB Halle                           | [ 2 ] |
| 29 gennaio 2002                                                   | Oslo                               | Norvegia                           | Oslo Spektrum                      | [ 2 ] |
| 30 gennaio 2002                                                   | Stoccolma                          | Svezia                             | Hovet                              | [ 2 ] |
| 1º febbraio 2002                                                  | Berlino                            | Germania                           | Columbiahalle                      | [ 2 ] |
| 3 febbraio 2002                                                   | Amburgo                            | Germania                           | Docks                              | [ 2 ] |
| 4 febbraio 2002                                                   | Amsterdam                          | Paesi Bassi                        | Heineken Hall                      | [ 2 ] |
| 5 febbraio 2002                                                   | Deinze                             | Belgio                             | Brielport                          | [ 2 ] |
| 7 febbraio 2002                                                   | Parigi                             | Francia                            | Zénith de Paris                    | [ 2 ] |
| 8 febbraio 2002                                                   | Böblingen                          | Germania                           | Sporthalle                         | [ 2 ] |
| 9 febbraio 2002                                                   | Oberhausen                         | Germania                           | The Arena                          | [ 2 ] |
| 11 febbraio 2002                                                  | Monaco di Baviera                  | Germania                           | Colosseum                          | [ 2 ] |
| 12 febbraio 2002                                                  | Bülach                             | Svizzera                           | Stadthalle                         | [ 2 ] |
| 14 febbraio 2002                                                  | Milano                             | Italia                             | Palavobis                          | [ 2 ] |
| 15 febbraio 2002                                                  | Roma                               | Italia                             | Palaghiaccio Marino                | [ 2 ] |
| 16 febbraio 2002                                                  | Bologna                            | Italia                             | Palasavena                         | [ 2 ] |
| 18 febbraio 2002                                                  | Barcellona                         | Spagna                             | Razzmatazz                         | [ 2 ] |
| 19 febbraio 2002                                                  | Barcellona                         | Spagna                             | Razzmatazz                         | [ 2 ] |
| 1 Tappa Nord Americana                                            |                                    |                                    |                                    | [ 2 ] |
| 3 marzo 2002                                                      | Città del Messico                  | Messico                            | National Auditorium                | [ 2 ] |
| 5 marzo 2002                                                      | Monterrey                          | Messico                            | El Escena                          | [ 2 ] |
| 7 marzo 2002                                                      | Phoenix                            | Stati Uniti                        | Web Theater                        | [ 2 ] |
| 8 marzo 2002                                                      | Los Angeles                        | Stati Uniti                        | Wiltern Theatre                    | [ 2 ] |
| 9 marzo 2002                                                      | San Francisco                      | Stati Uniti                        | Warfield Theatre                   | [ 2 ] |
| 11 marzo 2002                                                     | Denver                             | Stati Uniti                        | Paramount Theatre                  | [ 2 ] |
| 12 marzo 2002                                                     | Kansas City                        | Stati Uniti                        | Uptown Theatre                     | [ 2 ] |
| 13 marzo 2002                                                     | Minneapolis                        | Stati Uniti                        | Orpheum Theatre                    | [ 2 ] |
| 15 marzo 2002                                                     | Chicago                            | Stati Uniti                        | The Vic Theatre                    | [ 2 ] |
| 16 marzo 2002                                                     | Chicago                            | Stati Uniti                        | The Vic Theatre                    | [ 2 ] |
| 17 marzo 2002                                                     | Milwaukee                          | Stati Uniti                        | Eagles Ballroom                    | [ 2 ] |
| 19 marzo 2002                                                     | Detroit                            | Stati Uniti                        | State Theatre                      | [ 2 ] |
| 20 marzo 2002                                                     | Toronto                            | Canada                             | The Docks                          | [ 2 ] |
| 22 marzo 2002                                                     | Boston                             | Stati Uniti                        | Orpheum Theatre                    | [ 2 ] |
| 23 marzo 2002                                                     | Filadelfia                         | Stati Uniti                        | Tower Theatre                      | [ 2 ] |
| 24 marzo 2002                                                     | Washington                         | Stati Uniti                        | 9:30 Club                          | [ 2 ] |
| 26 marzo 2002                                                     | Hartford                           | Stati Uniti                        | Oakdale Theatre                    | [ 2 ] |
| 27 marzo 2002                                                     | New York City                      | Stati Uniti                        | Beacon Theatre                     | [ 2 ] |
| 28 marzo 2002                                                     | New York City                      | Stati Uniti                        | Beacon Theatre                     | [ 2 ] |
| Asia                                                              |                                    |                                    |                                    | [ 2 ] |
| 12 aprile 2002                                                    | Yokohama                           | Giappone                           | Kanagawa Hall                      | [ 2 ] |
| 13 aprile 2002                                                    | Tokyo                              | Giappone                           | Shibuya Kokaido                    | [ 2 ] |
| 15 aprile 2002                                                    | Nagoya                             | Giappone                           | Aichi Kinro Kaikan                 | [ 2 ] |
| 16 aprile 2002                                                    | Fukuoka                            | Giappone                           | Miel Parque Hall                   | [ 2 ] |
| 17 aprile 2002                                                    | Osaka                              | Giappone                           | Zepp                               | [ 2 ] |
| 19 aprile 2002                                                    | Tokyo                              | Giappone                           | Kokusai Forum                      | [ 2 ] |
| 21 aprile 2002                                                    | Seul                               | Corea del Sud                      | Olympic Fencing Gymnasium          | [ 2 ] |
| 23 aprile 2002                                                    | Taipei                             | Taiwan                             | Dr. Sun Yat-Sheng Memorial Hall    | [ 2 ] |
| 2 Tappa Europea                                                   |                                    |                                    |                                    | [ 2 ] |
| 14 giugno 2002                                                    | Copenaghen                         | Danimarca                          | Provinssirock Festival             | [ 2 ] |
| 16 giugno 2002                                                    | Lisbona                            | Portogallo                         | Praca Sony                         | [ 2 ] |
| 17 giugno 2002                                                    | Porto                              | Portogallo                         | Coliseu                            | [ 2 ] |
| 18 giugno 2002                                                    | Madrid                             | Spagna                             | La Riviera Club                    | [ 2 ] |
| 19 giugno 2002                                                    | Valencia                           | Spagna                             | Republicca Club                    | [ 2 ] |
| 21 giugno 2002                                                    | Murcia                             | Spagna                             | Plaza De Toros De Murcia           | [ 2 ] |
| 23 giugno 2002                                                    | Lione                              | Francia                            | Le TransBordeur                    | [ 2 ] |
| 24 giugno 2002                                                    | Lichtenfels                        | Germania                           | Stadthalle                         | [ 2 ] |
| 25 giugno 2002                                                    | Dresda                             | Germania                           | Alter Schlachthof                  | [ 2 ] |
| 27 giugno 2002                                                    | Praga                              | Repubblica Ceca                    | Club Brumlovka                     | [ 2 ] |
| 28 giugno 2002                                                    | Cracovia                           | Polonia                            | Hala Wisla                         | [ 2 ] |
| 29 giugno 2002                                                    | Budapest                           | Ungheria                           | Petofi Open Air                    | [ 2 ] |
| 3 luglio 2002                                                     | Sofia                              | Bulgaria                           | National Palace of Culture         | [ 2 ] |
| 4 luglio 2002                                                     | Bucarest                           | Romania                            | Arenele Romane                     | [ 2 ] |
| 6 luglio 2002                                                     | Dessel                             | Belgio                             | Graspop Festival                   | [ 2 ] |
| 7 luglio 2002                                                     | Ludwigshafen                       | Svizzera                           | Ministry of Rock Festival          | [ 2 ] |
| 10 luglio 2002                                                    | Toscolano Maderno                  | Italia                             | Campo Sportivo                     | [ 2 ] |
| 11 luglio 2002                                                    | Conegliano                         | Italia                             | Veneto Campo                       | [ 2 ] |
| 12 luglio 2002                                                    | Pistoia                            | Italia                             | Piazza del Duomo                   | [ 2 ] |
| 2 Tappa Nord Americana assieme a Joe Satriani, aperto da King's X |                                    |                                    |                                    | [ 2 ] |
| 8 agosto 2002                                                     | Phoenix                            | Stati Uniti                        | Dodge Theater                      | [ 2 ] |
| 9 agosto 2002                                                     | San Diego                          | Stati Uniti                        | Humphrey's                         | [ 2 ] |
| 10 agosto 2002                                                    | Los Angeles                        | Stati Uniti                        | Greek Theater                      | [ 2 ] |
| 11 agosto 2002                                                    | Concord                            | Stati Uniti                        | Chronicle Pavilion                 | [ 2 ] |
| 13 agosto 2002                                                    | Denver                             | Stati Uniti                        | Lights Pavilion                    | [ 2 ] |
| 14 agosto 2002                                                    | Albuquerque                        | Stati Uniti                        | Journal Pavilion                   | [ 2 ] |
| 16 agosto 2002                                                    | Grand Prairie                      | Stati Uniti                        | Nextstage                          | [ 2 ] |
| 17 agosto 2002                                                    | Austin                             | Stati Uniti                        | Austin Music Hall                  | [ 2 ] |
| 18 agosto 2002                                                    | Houston                            | Stati Uniti                        | Verizon Wireless Theater           | [ 2 ] |
| 21 agosto 2002                                                    | Clearwater                         | Stati Uniti                        | Ruth Eckerd Hall                   | [ 2 ] |
| 22 agosto 2002                                                    | Pompano Beach                      | Stati Uniti                        | Pompano Beach Amphitheater         | [ 2 ] |
| 23 agosto 2002                                                    | Orlando                            | Stati Uniti                        | House of Blues                     | [ 2 ] |
| 24 agosto 2002                                                    | Atlanta                            | Stati Uniti                        | The Tabernacle                     | [ 2 ] |
| 26 agosto 2002                                                    | Sauget                             | Stati Uniti                        | Pop's                              | [ 2 ] |
| 27 agosto 2002                                                    | Milwaukee                          | Stati Uniti                        | Riverside Theater                  | [ 2 ] |
| 28 agosto 2002                                                    | Rosemont                           | Stati Uniti                        | Rosemont Theatre                   | [ 2 ] |
| 30 agosto 2002                                                    | Clarkston                          | Stati Uniti                        | DTE Energy Music Theater           | [ 2 ] |
| 31 agosto 2002                                                    | Toronto                            | Canada                             | Molson Amphitheater                | [ 2 ] |
| 1º settembre 2002                                                 | Québec                             | Canada                             | L'agora du Vieux Port              | [ 2 ] |
| 3 settembre 2002                                                  | Cleveland                          | Stati Uniti                        | Tower City Amphitheater            | [ 2 ] |
| 6 settembre 2002                                                  | Baltimora                          | Stati Uniti                        | Pier 6 Concert Pavilion            | [ 2 ] |
| 7 settembre 2002                                                  | Pittsburgh                         | Stati Uniti                        | AJ Palumbo Theater                 | [ 2 ] |
| 8 settembre 2002                                                  | Camden                             | Stati Uniti                        | Tweeter Waterfront Center          | [ 2 ] |
| 10 settembre 2002                                                 | Wallingford                        | Stati Uniti                        | Oakdale Theater                    | [ 2 ] |
| 12 settembre 2002                                                 | Boston                             | Stati Uniti                        | Fleet Boston Pavilion              | [ 2 ] |
| 13 settembre 2002                                                 | Holmdel Township                   | Stati Uniti                        | PNC Bank Arts Center               | [ 2 ] |
| 14 settembre 2002                                                 | Wantagh                            | Stati Uniti                        | Jones Beach                        | [ 2 ] |
| 3 Tappa Europea                                                   |                                    |                                    |                                    | [ 2 ] |
| 18 ottobre 2002                                                   | Dublino                            | Irlanda                            | Vicar Street                       | [ 2 ] |
| 20 ottobre 2002                                                   | Londra                             | Inghilterra                        | Astoria Theatre                    | [ 2 ] |
| 21 ottobre 2002                                                   | Londra                             | Inghilterra                        | Astoria Theatre                    | [ 2 ] |
| 23 ottobre 2002                                                   | Parigi                             | Francia                            | Mutualite                          | [ 2 ] |
| 24 ottobre 2002                                                   | Parigi                             | Francia                            | Mutualite                          | [ 2 ] |
| 26 ottobre 2002                                                   | Friburgo in Brisgovia              | Germania                           | Stadthalle                         | [ 2 ] |
| 27 ottobre 2002                                                   | Nancy                              | Francia                            | Zenith                             | [ 2 ] |
| 29 ottobre 2002                                                   | Brema                              | Germania                           | Stadthalle 7                       | [ 2 ] |
| 30 ottobre 2002                                                   | Fürth                              | Germania                           | Stadthalle Fürth                   | [ 2 ] |
| 1º novembre 2002                                                  | Offenbach am Main                  | Germania                           | Stadhalle                          | [ 2 ] |
| 2 novembre 2002                                                   | Düsseldorf                         | Germania                           | Phillipshalle                      | [ 2 ] |
| 3 novembre 2002                                                   | Rotterdam                          | Paesi Bassi                        | Ahoy Rotterdam                     | [ 2 ] |
| 4 novembre 2002                                                   | Pétange                            | Lussemburgo                        | Hall Omnisports                    | [ 2 ] |
| 6 novembre 2002                                                   | Atene                              | Grecia                             | Rodon Club                         | [ 2 ] |
| 7 novembre 2002                                                   | Atene                              | Grecia                             | Rodon Club                         | [ 2 ] |
| 8 novembre 2002                                                   | Istanbul                           | Turchia                            | Bostanci Gosteri Merkezi           | [ 2 ] |